# Tage Reedtz-Thott
Kjeld Thor Tage Otto Reedtz-Thott, född 13 mars 1839, död 27 november 1923,  var en dansk politiker (statsminister).
Han övertog Baronit Gavnø 1862 efter sin far som dött samma år. Han blev medlem av Præstøs amtråd 1877 och behöll den posten till 1895.
Reedtz-Thott försökte komma in i folketinget under åren 1873 till 1884, men misslyckades. Däremot kom han in i landstinget 1886 och behöll sin plats där till 1910. 
Han tog över som statsminister (konseljpresident) efter Jacob Brønnum Scavenius Estrup och försökte föra en mer kompromissvillig linje. Han uttalade öppet att han hellre skulle avgå än använda sig av provisoriska lagar som sin företrädare. 
Då han var på väg att sluta överenskommelser om skatte- och tullreformer med vänstermajoriteten inom folketinget blev han avsatt av partikollegor i Højre.
Från 1900 eller 1902 ingick han i De Frikonservative.
Kommendör med stora korset av Kungl. Nordstjärneorden 1893.